# Ochrodota brunnescens
Ochrodota brunnescens är en fjärilsart som beskrevs av Rothschild 1909. Ochrodota brunnescens ingår i släktet Ochrodota och familjen björnspinnare. Inga underarter finns listade i Catalogue of Life.